# Majki-Zagroby
Majki-Zagroby – nieoficjalna część wsi Kuce (do 1999 Pokrzywnica-Kuce) w Polsce położona w województwie warmińsko-mazurskim, w powiecie nidzickim, w gminie Janowiec Kościelny. Leży na północny wschód od wsi, przy drodze na Stare Połcie.
Dawniej odrębna wieś w gminie Szczepkowo, a od 1933 także gromada Majki-Zagroby (obejmująca Majki-Zagroby i Pokrzywnicę-Kuce) w gminie Szczepkowo w powiecie mławskim w województwie warszawskim. Od 1954 w gromadzie Janowiec Kościelny. 1 stycznia 1955 włączone do powiatu nidzickiego w woj. olsztyńskim. Od reformy 1973 w nowo utworzonej gminie Janowiec Kościelny.
W latach 1975–1998 miejscowość administracyjnie należała do województwa olsztyńskiego.